# Maurice Pommier
Pour les articles homonymes, voir Pommier (homonymie).
 (juillet 2017).
Si vous disposez d'ouvrages ou d'articles de référence ou si vous connaissez des sites web de qualité traitant du thème abordé ici, merci de compléter l'article en donnant les références utiles à sa vérifiabilité et en les liant à la section « Notes et références ».
Maurice Pommier est un illustrateur et auteur français né le 9 décembre 1946 à Peyrat-de-Bellac (Haute-Vienne). Il demeure à Évreux.

## Présentation
C'est à 40 ans que Maurice Pommier publie son premier livre pour la jeunesse, dont il est à la fois l'auteur et l'illustrateur (Chasseurs de baleines Gallimard, 1986). Pierre Marchand, le développeur des collections de Gallimard Jeunesse, s'attachera jusqu'à sa mort sa collaboration quasi exclusive.

## Ses ouvrages

### Auteur et illustrateur
- Chasseurs de baleines, 1986
- L'histoire vraie de Noé Martins, 1991
- Le Sorcier des cloches, 1997
- Le puits du taureau, 1997
- Le trésor caché de Théophile, 1997
- Livia, paul et le stradivarius, 1997
- La ferme à travers les âges, 2003
- Le Sac du mousse, 2004
- Dans l'atelier de Pépère, 2007
- Catfish : Une histoire de combats, de liberté et de courage, 2012

### Illustrateur
- La cathédrale (avec Claude Delafosse, 1995
- Les Histoires de la Bible. Adam et Eve, Caïn et Abel, Noé, Abraham, Joseph, Moïse, David et Goliath, Salomon, Jonas (avec Jacqueline Vallon), 1999
- L'histoire d'Abraham (avec Jacqueline Vallon), 1999
- Le Tour du monde par les îles (série dirigée par Raphaëlle Bergeret, par l'équipage du Fleur de Lampaul), six albums Gallimard Jeunesse, 1999-2001
- L'histoire de Rê le dieu soleil (avec Jacqueline Vallon), 2000
- Les châteaux-forts (avec Alain Louis), 2000
- Il était une fois les cathédrales : Les plus belles légendes autour de leur construction (avec François Icher), 2001
- Sur les traces de... Jésus (avec Philippe Le Guillou), 2002
- Sur les traces de... Christophe Colomb (avec Jean-Paul Duviols), 2002
- Au temps des châteaux forts : Arnaud, Château de Coucy 1390 (avec Brigitte Coppin et Erwann Surcouf), 2002
- Sur les traces de... Jeanne d'Arc (avec Jean-Michel Dequeker-Fergon), 2003
- Les plus belles légendes d'Ogres et de Géants (avec Viviane Koenig), 2003
- Guerre secrète à Versailles (avec Arthur Ténor), 2003
- Le coffre du marin (avec Loïc Josse), 2004
- Cache-cache avec le pain, 2004
- Aujourd'hui en Chine : Lanhua, Shanghaï (avec Geneviève Clastres et Nicolas Thers), 2005
- Le Tour de France de Languedoc Noble Cœur (avec François Icher), 2005
- Henri IV : Roi de tolérance (avec Béatrice Fontanel), 2006
- Le dico des grandes découvertes (avec Brigitte Coppin), 2006
- Elizabeth Ire : Reine d'Angleterre (avec Béatrice Fontanel), 2007
- Marwan de la mer Rouge (avec Katia Sabet), 2008
- L'histoire de France dessinée (avec Béatrice Fontanel), Gallimard Jeunesse, 2008
- Le secret du capitaine Killian (avec Hugo Verlomme), 2009
- Aujourd'hui au Maroc : Hassan Aït Yamsel (avec Clotilde Oussiali, Elhoussaine Oussiali et Antoine Ronzon), 2010
- Les pirates et les corsaires (avec Christel Espié), 2010